# 巴尔杜德沃尔诺克
巴尔杜德沃尔诺克，是匈牙利绍莫吉州所辖的一个村。总面积48.56平方公里，总人口1208，人口密度24.9人/平方公里（2011年1月1日）。